# Klifbrekkufossar
Les Klifbrekkufossar, toponyme islandais signifiant littéralement en français « les cascades des falaises pentues », sont une cascade d'Islande constituées d'une série de neuf chutes totalisant une hauteur de 91 mètres. Elles se trouvent sur le cours de la Fjarðará qui descend la Fjarðardalur en direction du Mjóifjörður.